# Niederplöttbach
Niederplöttbach ist eine ehemalige Ortschaft und eine Katastralgemeinde der Gemeinde Pölla im Bezirk Zwettl in Niederösterreich.
Der Ort westlich von Döllersheim bestand vor der Errichtung des Truppenübungsplatzes Allentsteig aus 48 Häusern und wurde bis zum 31. Dezember 1939 ausgesiedelt. Ursprünglich war die Absiedlung bis 1. Oktober 1939 geplant. Westlich floss früher der Plöttbach vorbei und mündete in den Kamp. Heute reicht der Stausee Ottenstein bis an das ehemalige Dorf heran.

## Bodennutzung
Die Katastralgemeinde ist forstwirtschaftlich geprägt. 50 Hektar wurden zum Jahreswechsel 1979/1980 landwirtschaftlich genutzt und 310 Hektar waren forstwirtschaftlich geführte Waldflächen. 1999/2000 wurde auf 50 Hektar Landwirtschaft betrieben und 310 Hektar waren als forstwirtschaftlich genutzte Flächen ausgewiesen. Ende 2018 waren 58 Hektar als landwirtschaftliche Flächen genutzt und Forstwirtschaft wurde auf 354 Hektar betrieben. Die durchschnittliche Bodenklimazahl von Niederplöttbach beträgt 22,5 (Stand 2010).

## Persönlichkeiten
- Rudolf Graf (1910–1979), Landwirt, Politiker und Abgeordneter zum Österreichischen Nationalrat

## Waldbrand
Im März 2022 drohte ein großer Waldbrand über Niederplöttbach weiter nach Süden bis an den Kamp die ausgetrocknete Wiesen und Wälder zu vernichten.